# Allan Ingraham
Allan Ingraham, född 7 mars 1962, är en friidrottare från Bahamas. Han deltog vid olympiska sommarspelen 1984.